# COMPLEX 20110730 日本一心
『COMPLEX 20110730 日本一心』（コンプレックス 20110730 とうきょうドーム にっぽんいっしん）は、2011年7月30日および同31日に行われたCOMPLEXのライブ「東日本大震災復興支援チャリティライブ　日本一心」のライブビデオ。

## 概要
DVD盤は2011年11月10日までローソンのロッピーにて予約受付、11月21日よりローソン店頭引渡しという完全予約限定販売だった。
Blu-ray盤は2012年6月20日までローソンのロッピーにて予約受付、7月30日よりローソン店頭引渡となる完全予約限定販売だった。Blu-ray盤にのみ特典として2枚組のライブCD『COMPLEX 20110731 日本一心』が付属した。曲目・曲順はライブビデオと同様。ただし収録されたのは2日目の2011年7月31日のライブ音源となった。
ライブで演奏された曲目・曲順は1990年11月8日での東京ドームライブと同じである。『19901108』として作品化されたライブビデオおよびライブアルバムでは全曲の収録は行われなかったが、今作品では全曲が演奏順で収録されている。

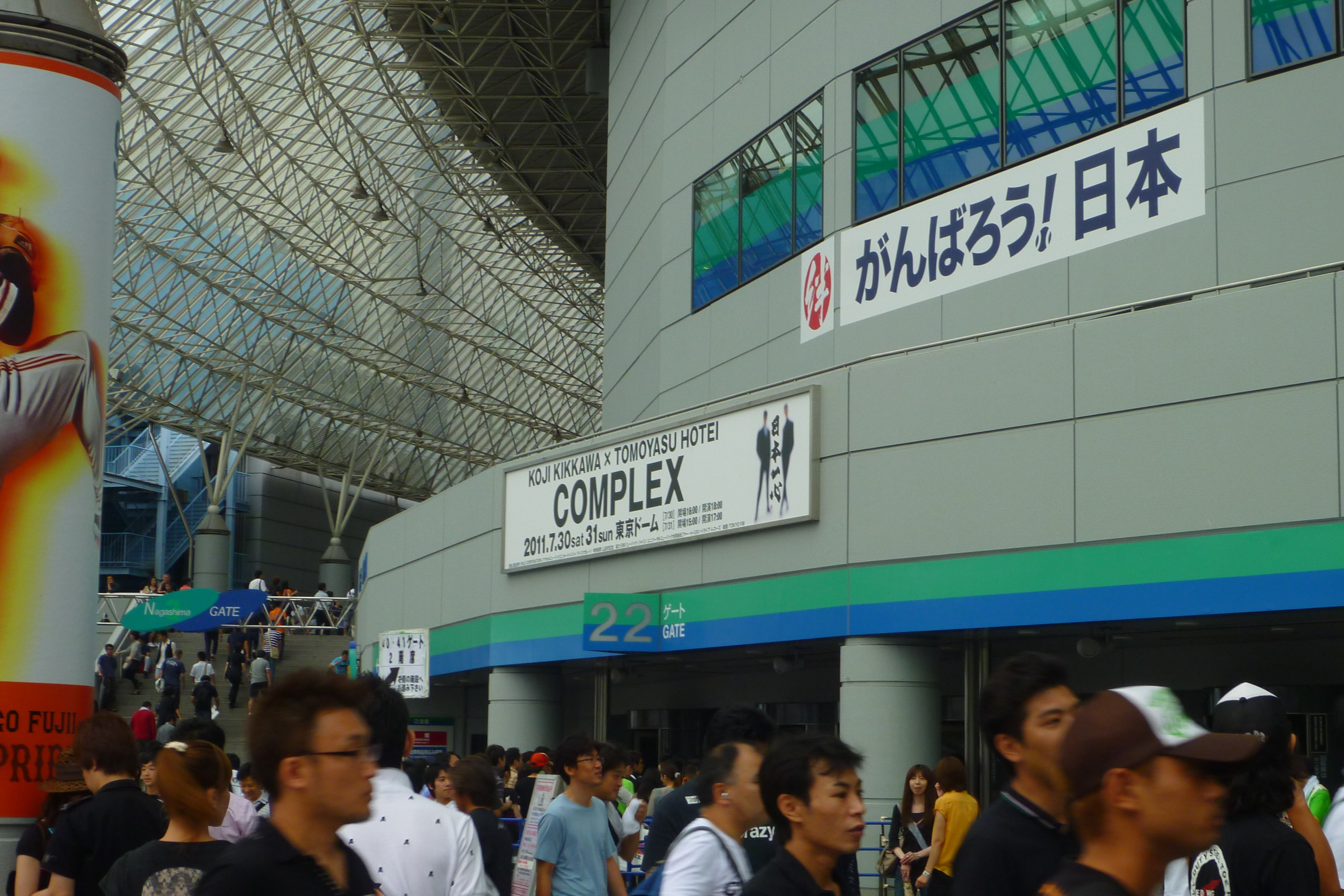
会場の東京ドーム
（写真は22番ゲート付近）

## 収録曲
1. BE MY BABY
2. PRETTY DOLL
3. CRASH COMPLEXION
4. NO MORE LIES
5. 路地裏のVENUS
6. LOVE CHARADE
7. 2人のAnother Twilight
8. MODERN VISION
9. そんな君はほしくない
10. BLUE
11. Can't Stop The Silence
12. CRY FOR LOVE
13. DRAGON CRIME～ROMANTICA
14. PROPAGANDA
15. IMAGINE HEROES
16. GOOD SAVAGE
17. 恋をとめないで
18. MAJESTIC BABY
19. 1990
20. RAMBLING MAN
21. AFTER THE RAIN(朱いChina)

## ライブCD『COMPLEX 20110731 日本一心』収録曲

### Disc1
| #         | タイトル                   | 作詞               | 作曲      | 時間  |
| --------- | -------------------------- | ------------------ | --------- | ----- |
| 1.        | 「BE MY BABY」             | 吉川晃司           | 布袋寅泰  | 7:36  |
| 2.        | 「PRETTY DOLL」            | 吉川晃司           | 吉川晃司  | 4:19  |
| 3.        | 「CRASH COMPLEXION」       | 吉川晃司           | 布袋寅泰  | 4:38  |
| 4.        | 「NO MORE LIES」           | 吉川晃司           | 布袋寅泰  | 4:40  |
| 5.        | 「路地裏のVENUS」          | 吉川晃司           | 吉川晃司  | 4:21  |
| 6.        | 「LOVE CHARADE」           | 吉川晃司           | 布袋寅泰  | 7:50  |
| 7.        | 「2人のAnother Twilight」  | 吉川晃司           | 布袋寅泰  | 4:08  |
| 8.        | 「MODERN VISION」          | 吉川晃司           | 吉川晃司  | 5:13  |
| 9.        | 「そんな君はほしくない」   | 吉川晃司           | 布袋寅泰  | 6:30  |
| 10.       | 「BLUE」                   | 吉川晃司、布袋寅泰 | 布袋寅泰  | 5:34  |
| 11.       | 「Can't Stop The Silence」 | 吉川晃司           | 布袋寅泰  | 6:10  |
| 12.       | 「CRY FOR LOVE」           | 吉川晃司           | 吉川晃司  | 7:51  |
| 13.       | 「DRAGON CRIME」           | 吉川晃司           | 布袋寅泰  | 7:03  |
| 合計時間: | 合計時間:                  | 合計時間:          | 合計時間: | 75:52 |

### Disc2
| #         | タイトル           | 作詞      | 作曲      | 時間  |
| --------- | ------------------ | --------- | --------- | ----- |
| 1.        | 「ROMANTICA」      |           | 布袋寅泰  | 2:28  |
| 2.        | 「PROPAGANDA」     | 布袋寅泰  | 布袋寅泰  | 3:57  |
| 3.        | 「IMAGINE HEROES」 | 吉川晃司  | 吉川晃司  | 4:24  |
| 4.        | 「GOOD SAVAGE」    | 吉川晃司  | 布袋寅泰  | 3:11  |
| 5.        | 「恋をとめないで」 | 吉川晃司  | 布袋寅泰  | 6:45  |
| 6.        | 「MAJESTIC BABY」  | 吉川晃司  | 布袋寅泰  | 6:30  |
| 7.        | 「1990」           | 吉川晃司  | 布袋寅泰  | 6:57  |
| 8.        | 「RAMBLING MAN」   | 吉川晃司  | 布袋寅泰  | 5:49  |
| 9.        | 「AFTER THE RAIN」 | 吉川晃司  | 布袋寅泰  | 7:21  |
| 合計時間: | 合計時間:          | 合計時間: | 合計時間: | 47:22 |

## 参加ミュージシャン
- 小池ヒロミチ/ベース
- 矢代恒彦/キーボード
- スティーヴ エトウ/パーカッション
- 坂東慧/ドラム